# همزه وصل
وصله (عربی: ‏وَصْلَة‎) یا همزهٔ وصل (هَمْزَةُ ٱلْوَصْلِ(همزه‌ی اتصال) یک حرف اعراب‌گذاری در الفبای عربی است؛ درواقع همان حرف الف است که بر بالای خود نشانه‌ای شبیه به حرف صاد (ص) دارد (ٱ) و به همین سبب (أَلِفُ ٱلْوَصْلِ، "الف اتصال") نیز خوانده می‌شود. همزه وصل برخلاف اسمش، بصورت بست چاکنایی تلفظ نمی‌شود؛ یعنی درخود صامتِ همزه (ء) را ندارد؛ اما حضور همزه وصل در ابتدای کلمه‌ای، نشان‌دهنده آن است که کلمه مذکور به کلمه قبل از خود متصل است.

## مثال‌ها
1. وَٱسْمُ ٱبْنَتِهِ هِنْدُ (wa-smu bnati-hi hindu) — و اسم دخترش «هند» است.
2. یُرِیدُ أَنْ یقرأ لإِحْدَی ٱبْنَتَیِهِ (yurīdu ʾan yaqrʾa li-ʾiḥdā bnatayi-hi) — می‌خواهد برای یکی از دخترانش بخواند.
3. مَا ٱسْمُکَ (mā smu-ka) — معنی: اسم تو چیست؟